# Microsoft Flight Simulator
Microsoft Flight Simulator is een reeks amateurvluchtsimulatorprogramma's voor Microsoft Windows-besturingssystemen en eerder voor MS-DOS en Classic Mac OS. Het is een van de langstlopende, bekendste en meest uitgebreide simulatorprogramma's voor amateurvluchten op de markt. Het was een vroeg product in het applicatieportfolio van Microsoft en verschilde aanzienlijk van de andere software van Microsoft, die grotendeels bedrijfsgericht was. Met zijn 38 jaar is het de langstlopende softwareproductlijn voor Microsoft, drie jaar ouder dan Windows. Microsoft Flight Simulator hierbij is een van de langstlopende pc-videogameseries aller tijden.

## Geschiedenis
Microsoft Flight Simulator werd oorspronkelijk ontwikkeld door Bruce Artwick en zijn bedrijf subLOGIC in 1977.
De basis van de software lag in een verzameling artikelen over de mogelijkheden van computersimulatie geschreven door Bruce Artwick in 1976. Bruce Artwick en zijn bedrijf subLOGIC richtten zich vervolgens op de ontwikkeling van een vluchtsimulatieprogramma en in 1977 begon de verkoop van de versie voor Intel 8080 computers. In 1979 lanceerde subLOGIC FS1 Flight Simulator voor de Apple II-familie, in 1980 gevolgd door een versie voor de TRS-80.
In 1982 verkocht Artwick de rechten van het spel aan het toen nog kleine Microsoft van Bill Gates. Microsoft ontwikkelde een versie van Artwicks programma dat ook kon draaien op de IBM Personal Computer. Deze versie is later bekend geworden als Microsoft Flight Simulator 1.00. Bill Gates vertelde later dat hij de rechten kocht omdat hij gefascineerd was door de verhalen van Antoine de Saint-Exupéry's The Night Flight, waarin tot in detail wordt verteld over de sensaties van het vliegen in kleine vliegtuigen. In 1983 werd de eerste versie van het programma opgevolgd door Flight Simulator II, ook voor de Apple II. Deze versie zou later ook nog uitkomen voor de Commodore 64, MSX en de Atari 800. Ondertussen verliet Artwick zijn bedrijf subLOGIC om zich geheel te richten op de productie van vliegsimulatoren voor Microsoft. De eerste versie die hij produceerde voor Microsoft was Flight Simulator 3.0 in 1988. Door het gebruik van 3D was het programma voor zijn tijd ongekend modern.
Uiteindelijk heeft Microsoft Bruce Artwick helemaal uitgekocht en is in eigen beheer verdergegaan met de ontwikkeling van het programma. Vele versies en updates volgden. Steeds werd een grotere verzameling vliegtuigen en landschappen toegevoegd. Een van de grootste verbeteringen vond plaats met het uitbrengen van Microsoft Flight Simulator 2002. Deze versie bevatte namelijk voor het eerst een uitgebreide virtuele luchtverkeersleiding. Ook vlogen er in deze versie voor het eerst andere toestellen rond, aangestuurd door diezelfde luchtverkeersleiding. Na meer dan 20 jaar was de vlieger dus niet meer alleen op de wereld. Al snel werd deze functie gebruikt om hele pakketten uit te brengen die echt bestaande luchtvaartmaatschappijen van overal ter wereld virtueel rond lieten vliegen.
De meest recente versies, Microsoft Flight Simulator 2004 en Microsoft Flight Simulator X worden vooral gebruikt door hobbypiloten en mensen die dromen van het piloot zijn. Het zijn ook deze mensen die stellig blijven beweren dat FS zoals zij het kortweg noemen géén spel maar een virtueel nagebootste wereld is waarin alle aspecten van de luchtvaart zo realistisch mogelijk moeten worden nagebootst. Hoewel de instellingen al naargelang de behoeften te veranderen zijn is het ultieme doel voor de echte diehard-flightsimmer om alle fasen van de vlucht tot een succesvol einde te brengen met alle instellingen op de meest realistische stand.
De laatste versies van Flight Simulator bevatten de gehele wereld, in verschillende mate van detail. Vooral door niet-amerikanen wordt beweerd dat Microsoft in het programma te veel de nadruk legt op de Verenigde Staten, bijvoorbeeld door voor dat deel van de wereld de meest gedetailleerde landschappen toe te voegen en door in het spel uitsluitend gebruik te maken van Boeing-verkeersvliegtuigen en niet van Airbus-toestellen. Microsoft heeft zich hier wat van aangetrokken en in de laatste versie, FSX heeft de gebruiker standaard ook de mogelijkheid om met een Airbus A321 het luchtruim te kiezen vanaf een gedetailleerde Europese luchthaven. Daarnaast heeft de gebruiker nog keuze uit ruim 24.000 vliegvelden wereldwijd, in verschillende mate van detail en allerhande andere toestellen, variërend van de Cessna 172 via de Douglas DC-3 naar de Boeing 777.

## Aanpassingsmogelijkheden voor gebruikers
Microsoft Flight Simulator is zo opgebouwd dat het voor gebruikers bijzonder eenvoudig is om vrijwel elk aspect van het programma te wijzigen. In de online-flightsimulatorwereld worden de diverse types van aanpassingen ingedeeld in verschillende categorieën, te weten:
- Vliegtuigen: virtuele nabootsingen van toestellen, die één of meer van de volgende onderdelen kunnen bevatten:
  - Het model: een 3D-model van een vliegtuig, gemaakt met behulp van een CAD-programma. Dit model bevat de buitenkant van een vliegtuig en soms een virtual cockpit.[4]
  - De textures: de kleurenstelling waarin het vliegtuig is uitgemonsterd. Dit kunnen echt bestaande kleurenschema's van luchtvaartmaatschappijen zijn, maar ook fictieve kleurstellingen.
  - De sounds: motorgeluiden; eventueel ook interne vliegtuiggeluiden of geluiden van passagiers.
  - Het panel: een bitmap-bestand met daarin de zogenoemde gauges die het instrumentenpaneel van het vliegtuig uitbeelden.
  - De FDE of Flight Dynamics Engine: deze bestanden bepalen hoe het vliegtuig zich gedraagt in de lucht, door middel van honderden parameters die elk afzonderlijk aangepast kunnen worden. Doordat al deze bestanden simpele txt-bestanden zijn, kunnen ze eenvoudig worden aangepast. Het is zelfs mogelijk om hele zelfbouwcockpits aan te sluiten op Flight Simulator. Zo kan het realiteitsgehalte van professionele vliegsimulatoren bijna worden geëvenaard.
- Sceneries: bestanden die objecten plaatsen of aanpassen in de standaard flightsimulatorwereld. Variërend van compleet nagemaakte luchthavens tot een simpele vuurtoren die ergens op een eilandje wordt toegevoegd. Er bestaan zelfs landschappen van hele landen zoals NL2000 een scenery is van Nederland.
- AI-verkeer: pakketten die kunnen worden toegevoegd en waarmee je daadwerkelijk bestaande alsook fictieve luchtvaartmaatschappijen rond kunt laten vliegen in je simulator. In het geval van daadwerkelijk bestaande luchtvaartmaatschappijen, volgen deze virtuele vliegtuigen vervolgens vaak de echte routes en soms zelfs de dienstregeling van zo'n maatschappij.
- Nog vele andere aspecten van de simulator kunnen worden aangepast.

Daarnaast zijn er ook professionele softwareontwikkelaars die zich volledig hebben gericht op het zo realistisch mogelijk namaken van vliegtuigen of luchthavens voor Microsoft Flight Simulator. Dit zijn de zogenaamde payware add-ons.
Er zijn gebruikers die nog verder gaan door met replicaonderdelen een cockpit na te bouwen. Populair daarbij zijn de Boeing 737 en de Cessna 172, waarvoor vrijwel elk onderdeel in de cockpit als replica beschikbaar is. In Nederland zijn naar schatting 10 à 15 projecten waarbij 737-simulators in schuurtjes, slaapkamers of kelders worden opgebouwd. De meest realistische 737 cockpit in de Benelux, afgezien van de professionele Level-D-simulatoren, staat in Brugge (België). Deze is uitgerust met een motion platform en wordt gebruikt door piloten die op eigen gelegenheid hun vaardigheden willen bijhouden, bijvoorbeeld als ze (tijdelijk) niet bij een vliegmaatschappij werkzaam zijn. Ook niet-piloten kunnen er terecht.
Elk najaar wordt in het Aviodrome te Lelystad het FSweekend gehouden, het grootste flightsimulator-evenement ter wereld.

## Betrokkenheid van de gemeenschap
Een grote wereldwijde gemeenschap van flightsimulatorfanaten is dagelijks bezig met de ontwikkelingen op het gebied van de simulator. De gemeenschap bestaat uit mensen die uitbreidingen voor FS maken, maar ook uit mensen die zo realistisch mogelijk vluchten proberen na te bootsen. Ook bestaat er een grote groep mensen die online samenkomen om te gaan vliegen, onder begeleiding van de verkeersleiding van een van de grote onlinevliegnetwerken: VATSIM en IVAO. Voor een korte lijst van websites uit de gemeenschap, zie de lijst onderaan deze pagina.

## Alternatieven
Een open source-alternatief voor Microsoft Flight Simulator is FlightGear. Betaalde alternatieven zijn onder andere Flight Unlimited en X-Plane.

## Het einde
Op 23 januari 2009 maakte Microsoft bekend te stoppen met Microsoft Flight Simulator, evenals met Microsoft Aces Studios. Ook andere software als Train Simulator zal niet meer worden geüpdatet. Microsoft Flight Simulator X is de tiende en tevens laatste uitvoering. Het is onduidelijk waarom Microsoft Aces Studios stopt. Er wordt gespeculeerd in de richting van de economische crisis in de wintermaanden van 2008, maar mogelijk werd dit als excuus gebruikt om een marketingstrategie uit te voeren waarbij Microsoft zo veel mogelijk zaken onderbrengt bij Windows Live (dit is ook bij " Microsoft Flight" het geval). Honderden banen werden geschrapt en de Aces Studios opgeheven.

Microsoft is bezig geweest met de ontwikkeling van Microsoft Flight. De naam Flight Simulator is komen te vervallen omdat Microsoft zijn licentie ervoor in 2009 kwijtraakte toen het ermee was gestopt. Microsoft Flight kwam op 29 februari 2012 uit. Microsoft heeft uiteindelijk besloten te stoppen met de Microsoft Flight-serie.

## Flight Simulator 2020
Op 9 juni 2019 maakte Microsoft op een persconferentie op de computerspelbeurs E3 bekend dat er een nieuwe Microsoft Flight Simulator in de maak was: Microsoft Flight Simulator 2020. Dit spel kwam uit op 18 augustus 2020 voor pc en zal naar verwachting in de zomer van 2021 ook voor de Xbox Series X en S verschijnen.
Flight Simulator 2020 is de meest succesvolle flight simulator ooit gebleken, met meer dan 12.000.000 gebruikers.

## Flight Simulator 2024
Na het succes van Flight Simulator 2020 heeft Microsoft aangekondigd in 2024 een nieuwe versie uit te brengen. Deze versie bevat een aantal grote verbeteringen t.o.v. MSFS2020, waaronder verbeterde aerodynamica, verbeterde vliegtuigsystemen en betere avionica. Er zullen ook verschillende verbeteringen aan het landschap zijn, d.w.z. verbeterde gronddetails (inclusief 3D-bomen), verbeterd zee- en grondverkeer en de introductie van seizoenen.

## Trivia
- Microsoft verwijderde het World Trade Center uit de simulator na de terroristische aanslagen op 11 september 2001, niet alleen omdat dit uiteraard overeenkwam met de nieuwe werkelijkheid, maar ook omdat volgens velen de terroristen de aanslagen van tevoren geoefend zouden hebben met Microsoft Flight Simulator.[9]